# بطولة ساو توميه وبرينسيب
بطولة ساو توميه وبرينسيب لكرة القدم هي مسابقة كرة القدم بين أندية ساو توميه وبرينسيب.
البطل الحالي هو نادي فيتوريا ستب.